# Avercampstraat

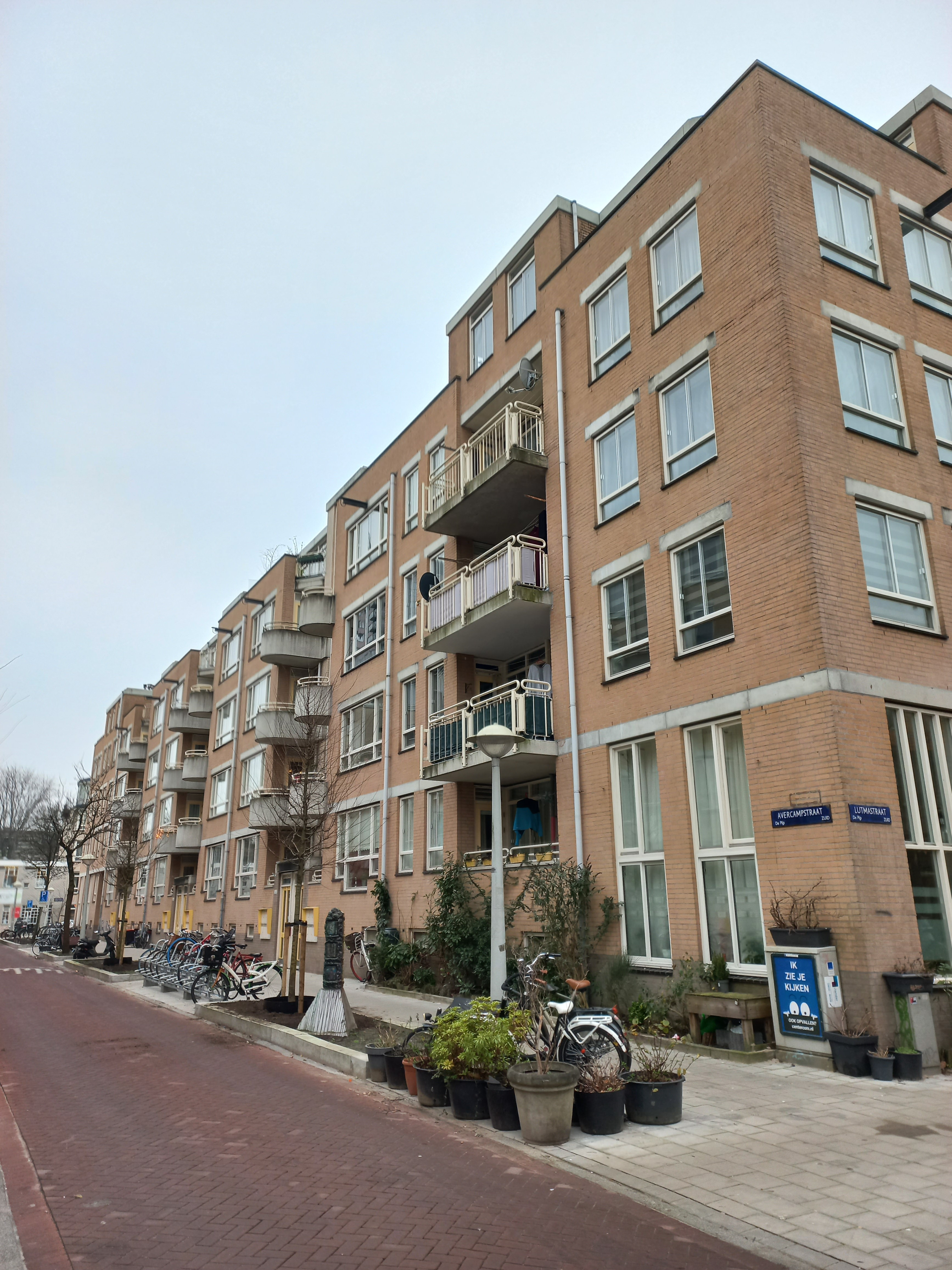
Avercampstraat even van Sietze Visser (januari 2022)

De Avercampstraat is een relatief korte straat in Amsterdam-Zuid.

## Geschiedenis en ligging
Ze is gelegen in de volkswijk De Pijp die grofweg in twee delen werd gebouwd. Ten noorden van de Ceintuurbaan voor 1900; ten zuiden daarvan rond 1920. Deze straat, op 20 april 1983 vernoemd naar Kampense schilder Hendrick Avercamp, komt niet uit beide perioden en is ook voor wat betreft de architectuur een anachronisme in de wijk. In de jaren twintig verrees ten zuidoosten van de kruising van Ferdinand Bolstraat, Lutmastraat en Cornelis Troostplein het gebouw van RAI Amsterdam, opening 1922. Die RAI vertrok weer in 1961, het gebouw kreeg een andere bestemming, maar ging eind jaren zeventig tegen de vlakte. Het terrein zou bestemd worden voor een operagebouw, dat echter de Stopera werd. Er werd toen gedacht aan kantoren, maar daar zat de buurt niet op te wachten. De terreinen werden vervolgens klaargemaakt voor woningbouw met een sporthal (Sporthal De Pijp). Zo ontstond hier binnen stadsvernieuwing onder meer de Avercampstraat en de dwars daarop lopende Lizzy Ansinghstraat. De straat is aangelegd in het verlengde van de Karel du Jardinstraat.
Kampen zelf heeft overigens al sinds 1934 een Avercampstraat in wat toen plan zuid werd genoemd.

## Gebouwen
Aan de oneven zijde staan de huizen met huisnummers 1 tot en met 73; de even nummering loopt op van 2 tot en met 88. Alle bouw dateert van rond 1986, hetgeen terug te vinden is in het voor die tijd toepassen van betonskelet met lichtgetinte baksteen. De even zijde is ontworpen door Sietze Visser.

### Oneven zijde
De huisnummers 1 tot en met 73 met het aansluitende blok Lutmastraat 20-38, Lizzy Ansinghstraat 45-147 en Tweede Van der Helststraat bevat rond de 160 woningen met de deels ondergronds parkeergarage. Het is ontworpen door architect Hans Wagner en werd na oplevering vergeleken met de nieuwbouw in de Nieuwmarktbuurt. Het samenspel binnen bouwmaterialen en uiterlijk leverde de architect de Betonprijs Woningbouw 1987 op, hetgeen wordt weergegeven door een gevelsteen. Het complex was tijdens oplevering sociale woningbouw.

## Kunst
In de straat staan twee uitingen van kunst in de openbare ruimte:
- aan het noordeinde een titelloos werk (1996) van Henk Duijn
- aan het zuideinde de Passer (1984) van Tjoe Fang King op een binnenpleintje met de Lizzy Ansinghstraat.

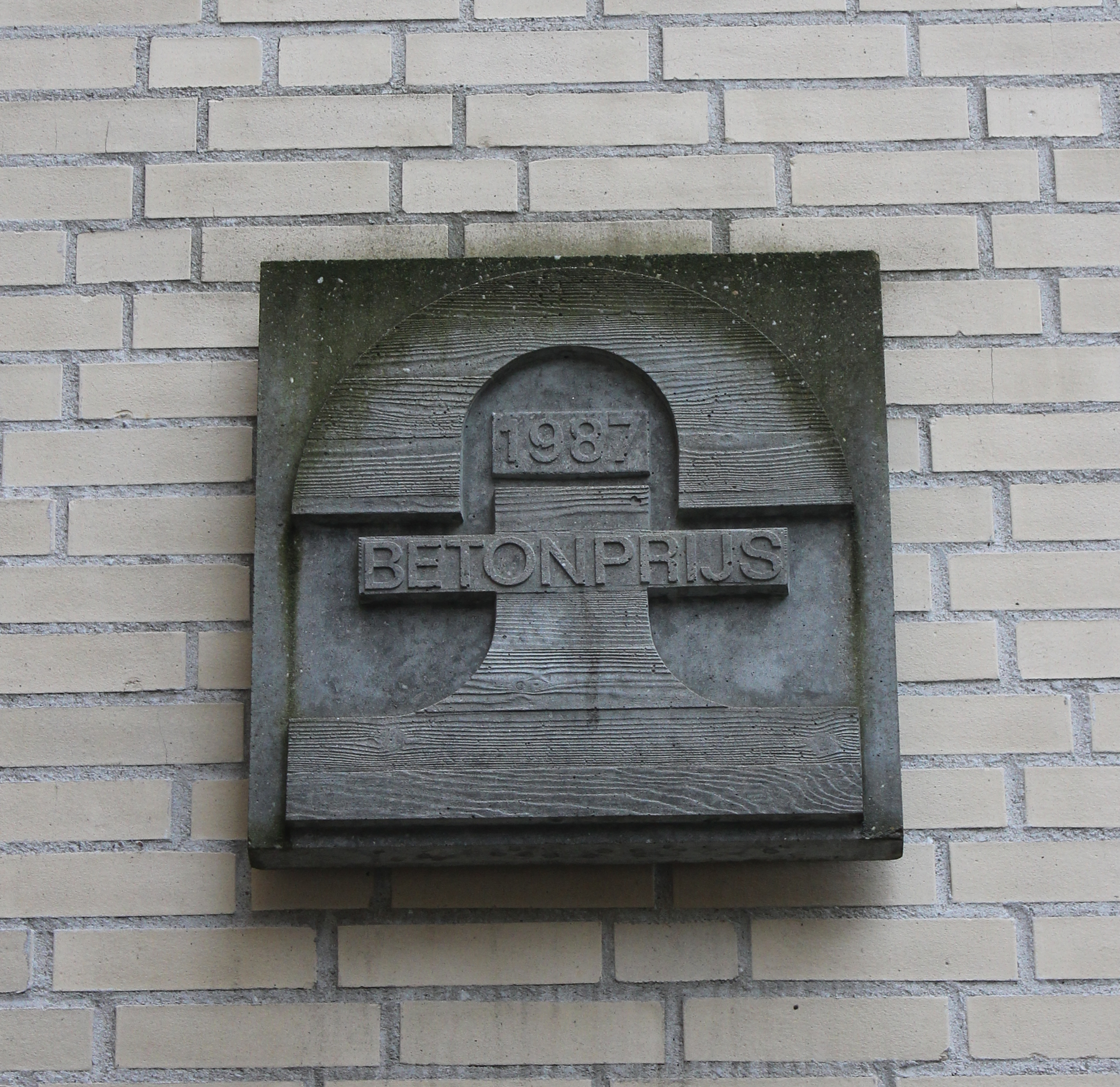
Plaquette Betonprijs 1987 (2014)